# Сотр
Сотр (фр. и окс. Sceautres) — коммуна во Франции, находится в регионе Рона — Альпы. Департамент коммуны — Ардеш. Входит в состав кантона Рошмор. Округ коммуны — Прива.
Код INSEE коммуны 07311.

## Население
Население коммуны на 2008 год составляло 141 человек.
| 1962 | 1968 | 1975 | 1982 | 1990 | 1999 | 2008 |
| ---- | ---- | ---- | ---- | ---- | ---- | ---- |
| 90   | 125  | 110  | 96   | 96   | 104  | 141  |

## Экономика
В 2007 году среди 85 человек в трудоспособном возрасте (15-64 лет) 67 были экономически активными, 18 — неактивными (показатель активности — 78,8 %, в 1999 году было 77,5 %). Из 67 активных работали 59 человек (34 мужчины и 25 женщин), безработных было 8 (2 мужчин и 6 женщин). Среди 18 неактивных 3 человека были учениками или студентами, 6 — пенсионерами, 9 были неактивными по другим причинам.

## Фотогалерея
- Сотр
- Церковь
- Ворота башни (XV век)
- Карта коммуны